# Svojše
Svojše (německy Zwoischen) je malá vesnice, část města Rejštejn v okrese Klatovy v Plzeňském kraji. Nachází se asi 2,5 kilometru jižně od Rejštejna. Prochází zde silnice II/168. Je zde evidováno 33 adres. V roce 2021 zde trvale žilo 32 obyvatel.
Svojše je také název katastrálního území o rozloze 10,5 km². V katastrálním území Svojše leží i Čeňkova pila a vesnice Jelenov.

## Historie
První písemná zmínka o vesnici pochází z roku 1584.

## Obyvatelstvo
| Rok            | 1869 | 1880 | 1890 | 1900 | 1910 | 1921 | 1930 | 1950 | 1961 | 1970 | 1980 | 1991 | 2001 | 2011 | 2021 |
| -------------- | ---- | ---- | ---- | ---- | ---- | ---- | ---- | ---- | ---- | ---- | ---- | ---- | ---- | ---- | ---- |
| Počet obyvatel | 223  | 238  | 197  | 200  | 228  | 311  | 218  | 108  | 71   | 52   | 45   | 33   | 30   | 32   | 32   |
| Počet domů     | 25   | 28   | 25   | 26   | 30   | 29   | 32   | 24   | 24   | 15   | 9    | 20   | 23   | 27   | 26   |

## Obecní správa
Při sčítání lidu v letech 1850–1959 Svojše bylo osadou obce Kozí Hřbet v okrese Sušice. Od roku 1960 je částí města Rejštejn v okrese Klatovy.

## Pamětihodnosti
- Čeňkova pila
- venkovský dům čp. 34 se zachovanou kovárnou
- Přírodní památka Povydří
- Leškovy lípy, dvojice památných stromů (při silnici asi 350 metrů severně od Vysoké Mýtě 49°6′21″ s. š., 13°31′26″ v. d.)
- Dračí skály (800 metrů severozápadně od centra vesnice)